# Валкириен (бронепалубен крайцер)
Валкириен (на датски: KDM Valkyrien) е бронепалубен крайцер от Кралските Датски ВМС. Първият и най-голям бронепалубен крайцер на датския флот.

## Конструкция
От конструктивна гледна точка, корабът представлява умалено копие на чилийския крайцер „Есмералда“, проектиран и построен от британската компания Armstrong Whitworth („Армстронг“), който става родоначалник на т.нар. „елсуикски крайцери“. Също като прототипа, „Валкириен“ има слабо развит рангоут, но въоръжението му е по-добре балансирано.. Тежката и средна артилерия на кораба не се отличава със скорострелност – 210 mm оръдия са в състояние да извършат един изстрел за 3 минути, 150 mm – един изстрел в минута. Оръдията са защитени с броневи щитове.

## История на службата
През 1915 г. крайцерът е направен учебен кораб и превъоръжен – носи две 150 mm скорострелни оръдия, както и шест 75 mm, две 57 mm и две 37 mm оръдия, както и три 380 mm торпедни апарата.

## Оценка на проекта
„Валкириен“ е считан за напълно удачен крайцер за своите размери и показва, че датската промишленост е способна да построи достатъчно съвършен кораб. Въпреки това, даже такъв неголям по световните стандарти крайцер, се оказва прекалено скъп за Дания и не получава развитие. Датският флот предпочита в бъдеще да строи още по-малки крайцери, като например „Хекла“ и крайцерите от типа „Гейзер“.

## Коментари
1. ↑  Префиксът „KDM“ е от на датски: Kongelige Danske Marine (Кораб на Кралския датски флот). Като международен префикс се използва и „HDMS“ от на английски: Her/His Danish Majesty's Ship (Кораб на Негово/Нейно Датско величество).
2. ↑  Често, по отношение на военноморските сили, се използва словосъчетанието на датски: Søværnet, което в превод от датски език означава „Морска отбрана“.